# Paranapis insula
Paranapis insula is een spinnensoort in de taxonomische indeling van de Dwergkogelspinnen (Anapidae).
Het dier behoort tot het geslacht Paranapis. De wetenschappelijke naam van de soort werd voor het eerst geldig gepubliceerd in 1951 door Raymond Robert Forster.